# Tryavna
Tryavna ou Triavna, (bulgare: Трявна) est une petite ville de Bulgarie située à 20 km à l'est de Gabrovo et 40 km au sud de Veliko Tarnovo dans le Grand Balkan. La ville comptait une population de 9 831 habitants en 2009,,.
Important lieu de commerce et d'artisanat entre le XVe siècle et le XIXe siècle, Tryavna est aujourd'hui un lieu d'arts et de tourisme prisé pour son calme, son aspect pittoresque, ses vieilles pierres et son climat.

## Galerie

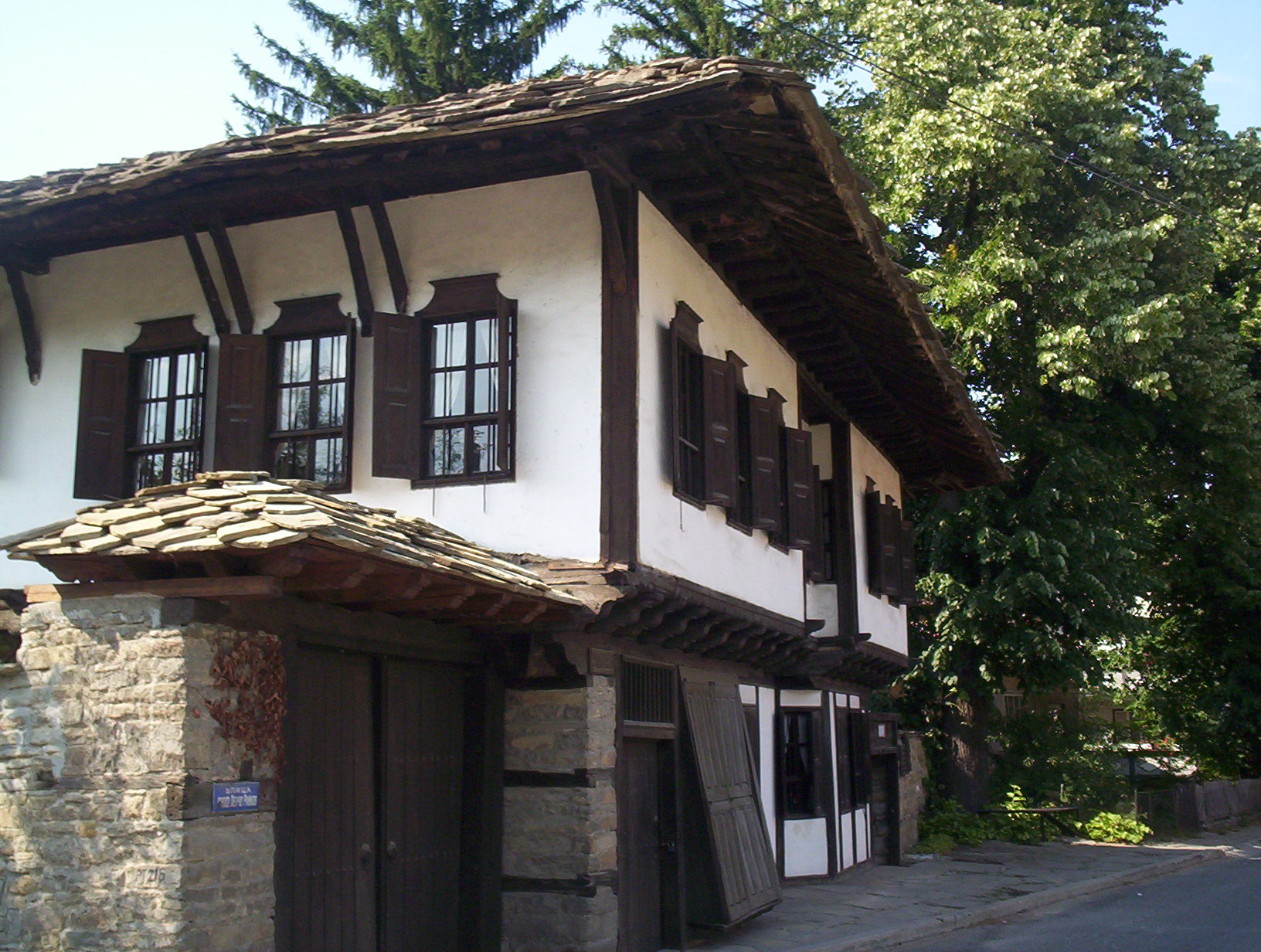
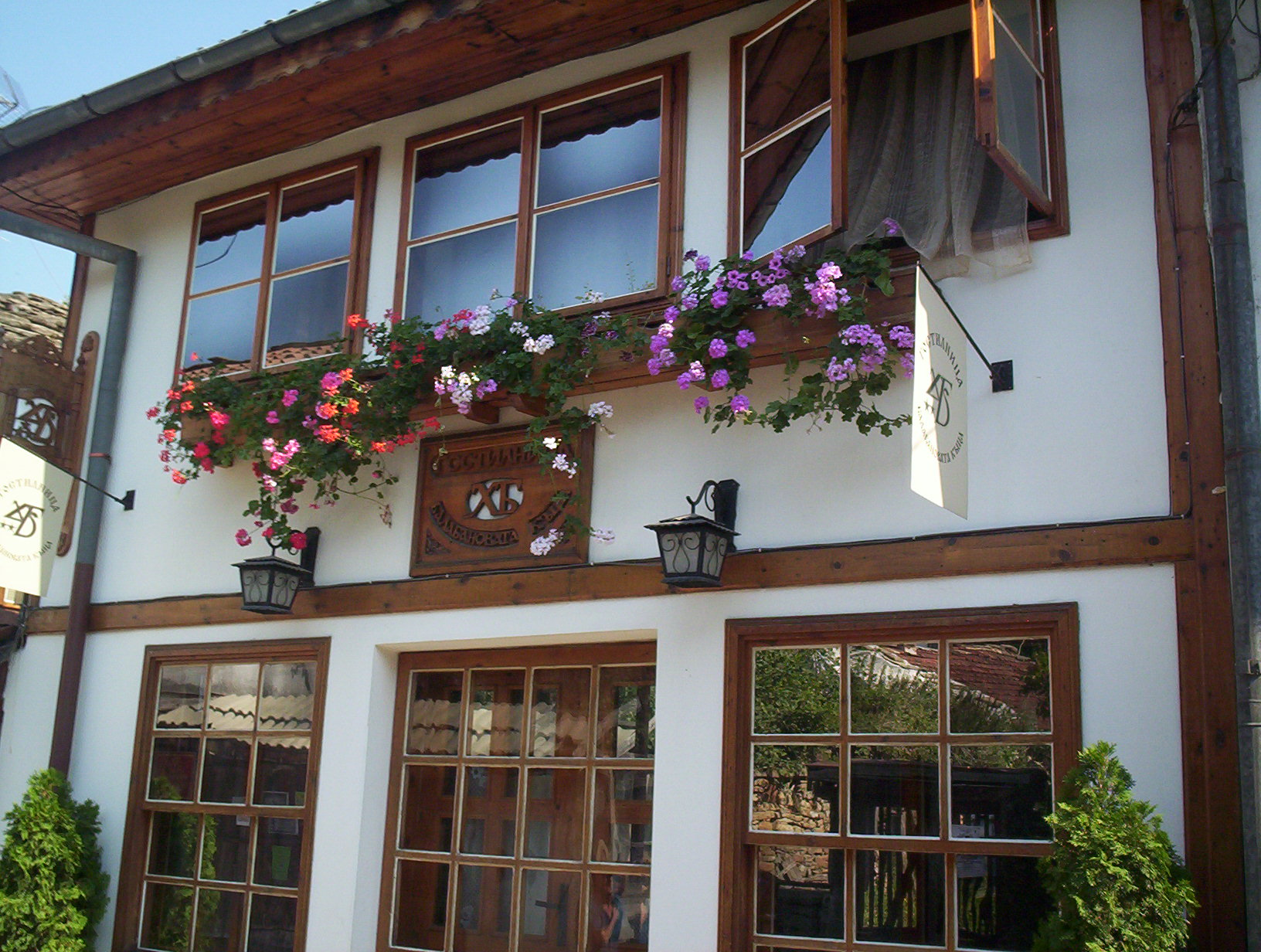
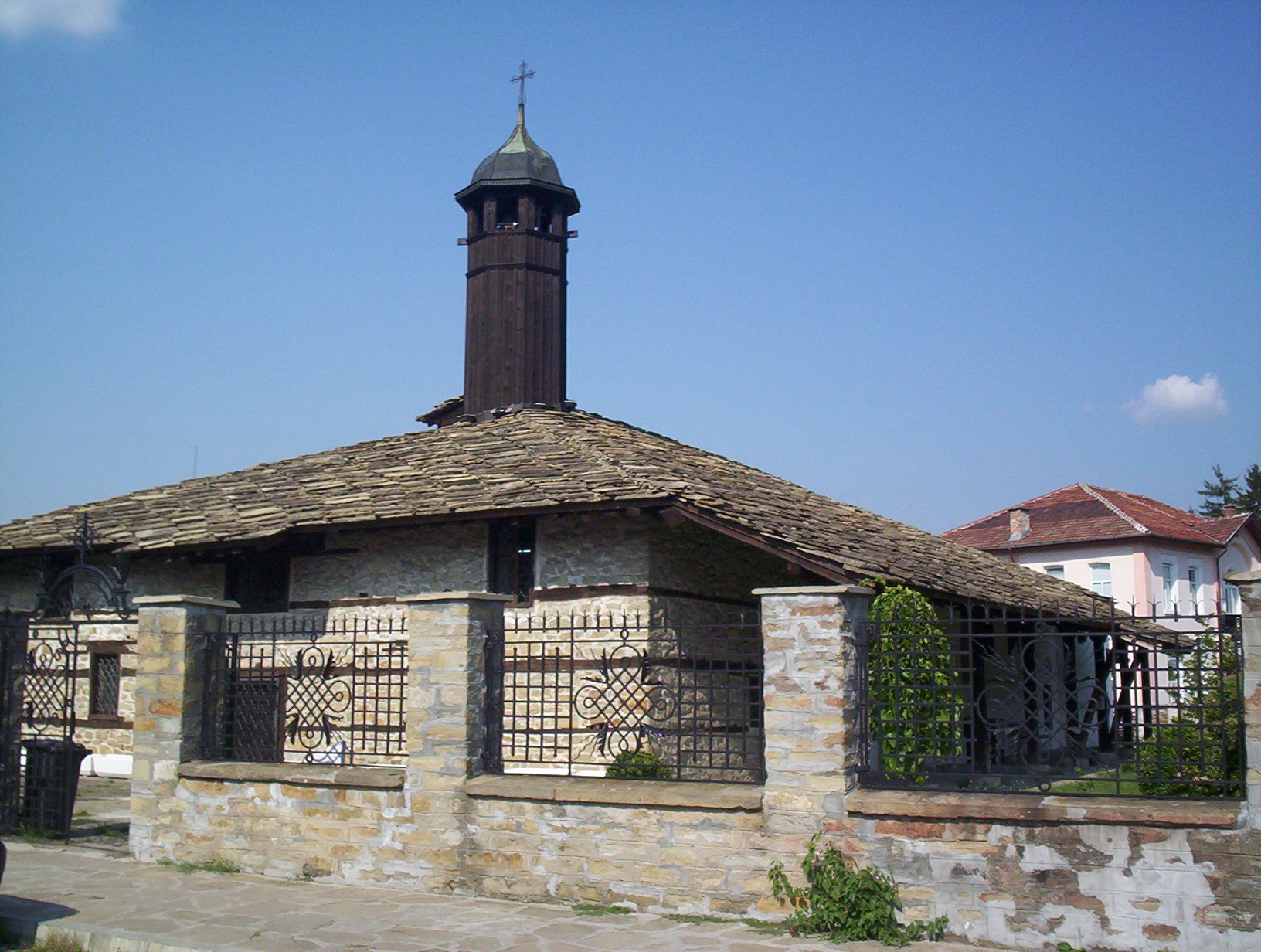
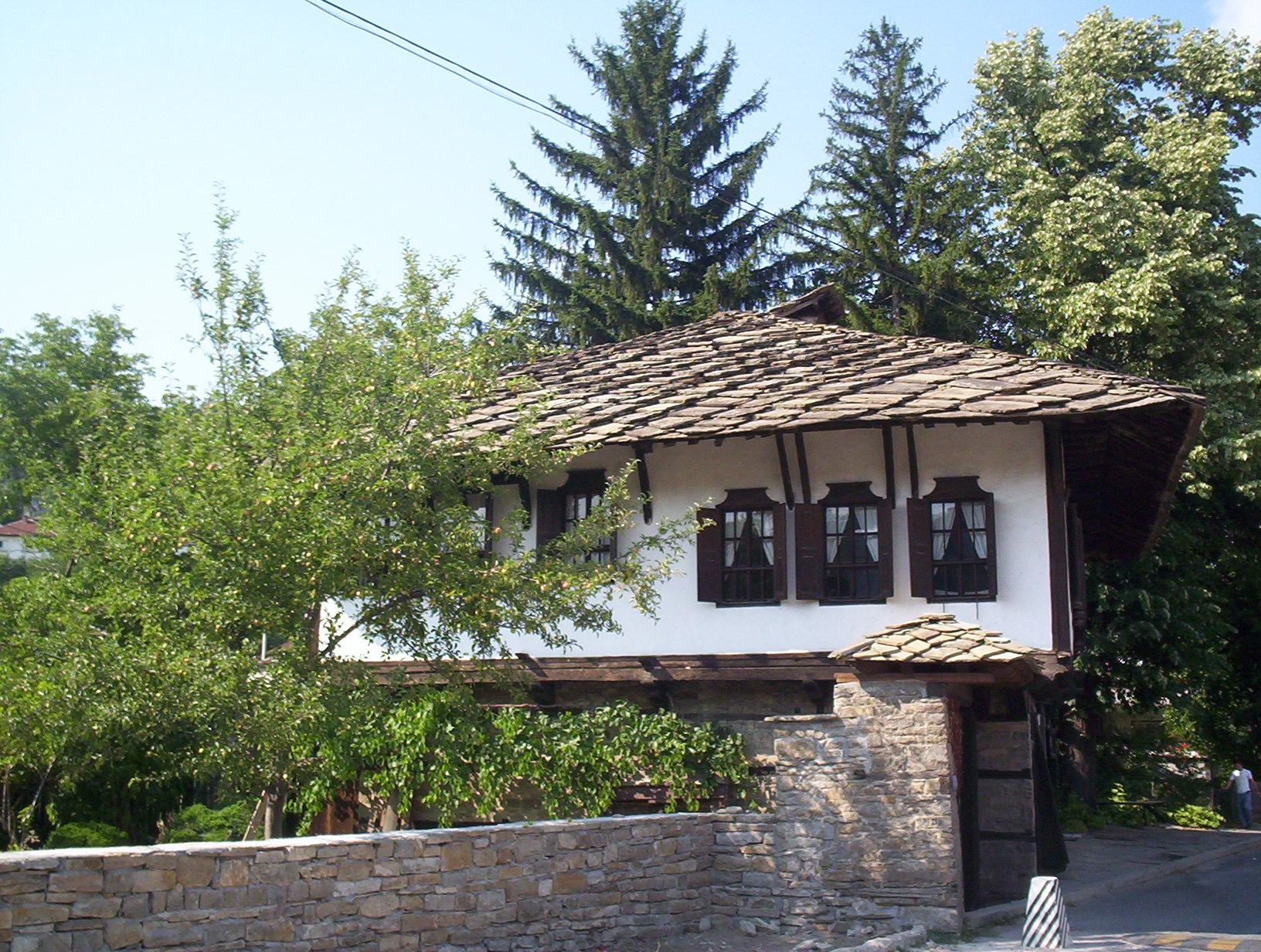

## Population
| Tryavna                                                                                  | Tryavna | Tryavna | Tryavna | Tryavna | Tryavna | Tryavna | Tryavna | Tryavna | Tryavna | Tryavna |
| ---------------------------------------------------------------------------------------- | ------- | ------- | ------- | ------- | ------- | ------- | ------- | ------- | ------- | ------- |
| Année                                                                                    | 1946    | 1956    | 1965    | 1975    | 1985    | 1992    | 2001    | 2005    | 2007    | 2009    |
| Population                                                                               | 4 355   | 5 965   | 9 690   | 12 532  | 12 909  | 12 491  | 11 131  | 10 393  | 10 160  | 9 831   |
| Sources: Institut national de la statistique, „Citypopulation.de“, „Pop-stat.mashke.org“ |         |         |         |         |         |         |         |         |         |         |

## Jumelage
La ville fait partie du douzelage depuis 2011.

## Personnalités liées à la ville
- Dimitar Sergyuv (1792 ou 1805-1865), maîtres-artisans (architecte) de la Renaissance bulgare, y est mort.